# 926
Раннє Середньовіччя  •  Епоха вікінгів  •  Золота доба ісламу  •  Реконкіста

## Геополітична ситуація
У Візантії  правили Роман I Лакапін та, формально, Костянтин VII Багрянородний. Італійським королем став Гуго Арльський,
Західним Франкським королівством правив Рауль I (король Франції), Східним Франкським королівством — Генріх I Птахолов,  Бургундією — Людовик III Сліпий.
Північ Італії належить Італійському королівству, середню частину займає Папська область, герцогства на південь від Римської області незалежні, деякі області на півночі та на півдні належать Візантії, інші окупували сарацини. Південь Піренейського півострова займає Кордовський емірат, в якому править Абд Ар-Рахман III. Північну частину півострова займають королівство Астурія і об'єднане королівство Галісії та Леону під правлінням Альфонсо IV Чернця. 
Північну частину Англії утримують дани, на півдні правив Вессекс, який очолює Етельстан.
Існують слов'янські держави: Перше Болгарське царство, де править цар Симеон I, Богемія, Моравія, Хорватія, королем якої є Томіслав I, Київська Русь, де править Ігор. Паннонію окупували мадяри, у яких ще не було єдиного правителя.
Аббасидський халіфат очолює аль-Муктадір, в Іфрикії владу утримують Фатіміди, в Середній Азії — Саманіди. У Китаї триває період п'яти династій і десяти держав. Значними державами Індії є Пала, держава Раштракутів, Пратіхара,  Чола. В Японії триває період Хей'ан. На північ від Каспійського та Азовського морів існує Хозарський каганат.

## Події
- Кидані завоювали державу Бохай на півночі Корейського півострова.
- Король Західного Франкського королівства Рауль I зазнав поразки від вікінгів під Фокамбергом. Франки змушені виплатити значну данину, востаннє в історії.
- Мадяри переправилися через Рейн і спустошили землі в Арденнах. В Італії вони розграбували Тоскану, підійшли до Рима.
- Рудольф II Бургундський покинув Італію. Королем Італійського королівства проголошено Гуго Арльського.
- Король Східного Франкського королівства Генріх I Птахолов розпочав кампанію з підкорення слов'ян і долучив Богемію до своїх володінь.
- Дундань.